# Enchentes na Bahia e em Minas Gerais em 2021–2022
As enchentes na Bahia e em Minas Gerais em 2021–2022 começaram em 7 de dezembro de 2021, com as fortes chuvas que atingiram a região sul da Bahia e o norte de Minas Gerais. Entre as cidades mais afetadas no sul baiano estão Itamaraju, Eunápolis e Itabela, onde foi registrada uma grande elevação do nível dos rios e deslizamentos de terra. Outras cidades também foram afetadas, necessitando de assistência aérea para o resgate e suprimento de itens básicos.
O governo do estado da Bahia decretou situação de emergência em 165 municípios no dia 8 de janeiro de 2022. Mais de 850 mil pessoas foram afetadas pela chuva. Até essa data, 26 pessoas morreram por conta das fortes chuvas, 520 pessoas ficaram feridas e 2 pessoas seguem desaparecidas, segundo informações da Superintendência de Proteção e Defesa Civil (Sudec).
Na última semana de 2021, as mesmas chuvas que atingiram a Bahia recuaram a sul e no decorrer das semanas seguintes se concentraram sobre o estado de Minas Gerais, onde também causaram enchentes e deslizamentos de terra de proporções históricas. Até 23 de fevereiro de 2022, havia 30 mortes confirmadas, 435 municípios em estado de emergência, 9 521 desabrigados e 60 497 desalojados no estado. Essas mortes não incluem as dez vítimas fatais do desabamento de rochas em Capitólio, ocorrido em 8 de janeiro.

## Causas

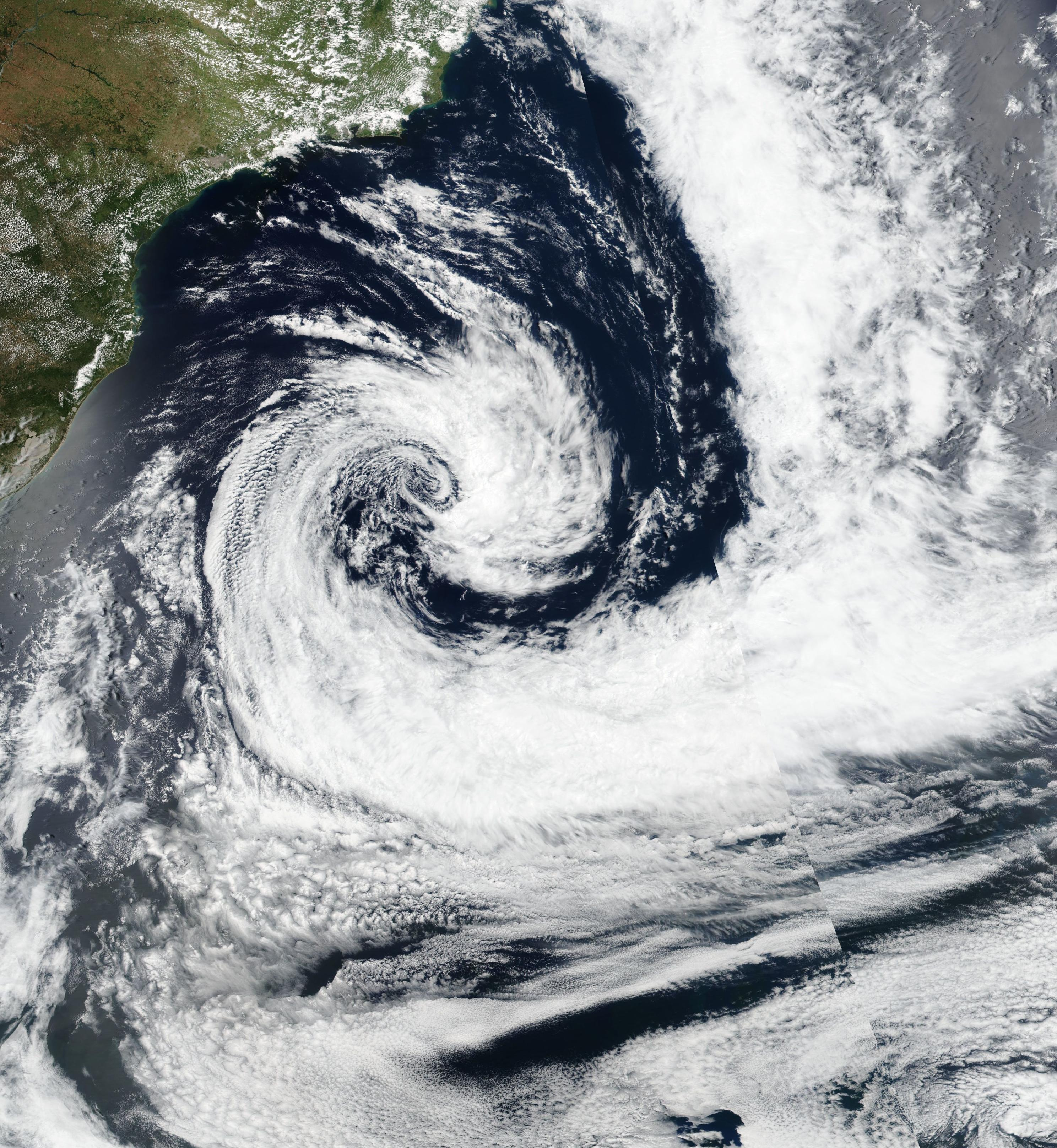
Tempestade subtropical Ubá na costa do Sul do Brasil em 10 de dezembro

O evento foi inicialmente causado pela zona de convergência do Atlântico Sul, que é uma faixa de nebulosidade de orientação noroeste/sudeste que se estende desde o sul da região amazônica até a região central do Atlântico Sul, e é um fator climático frequente na região. Contudo, sua atuação foi reforçada por um ciclone subtropical (dias depois transformado na tempestade subtropical Ubá), provocando as primeiras enchentes e deslizamentos de terra de grandes proporções entre o sul da Bahia e o norte de Minas Gerais entre os dias 7 e 9 de dezembro de 2021.
Em Itamaraju, na Bahia, que havia recebido 13 milímetros de chuvas em dezembro de 2020, foram registrados aproximadamente 527 milímetros no mesmo período de 2021. Em Jucuruçu, as chuvas causaram a elevação do nível dos rios da região, deixando inúmeras famílias desabrigadas.
Ainda que o Instituto Nacional de Meteorologia (INMET) tenha afirmado que as fortes chuvas que atingiram diversas cidades na Bahia foram causadas pela zona de convergência do Atlântico Sul (ZCAS), para especialistas em meteorologia, há pelo menos três fatores que podem ser associados à alta intensidade das chuvas recentes na Bahia: La Niña, depressão subtropical e aquecimento global.
A ZCAS também foi responsável pelas chuvas intensas em Minas Gerais entre o fim de 2021 e início de 2022. A ZCAS se dissipou por volta de 12 de janeiro de 2022, reduzindo as chuvas nas áreas afetadas. De 1º a 13 de janeiro, cabe ressaltar acumulados de 671,8 mm de chuva em Florestal, 667,9 mm em Brumadinho e 611 mm em Betim, sendo que o esperado para todo o mês nessas áreas varia entre 267 e 275 mm.
Apesar de algumas semanas sob veranico na segunda quinzena de janeiro, as chuvas voltaram a provocar grandes enchentes em Minas Gerais em fevereiro, embora em menor escala, principalmente nas regiões central, do Vale do Rio Doce e Zona da Mata. Entre 12 de novembro de 2021 e 10 de fevereiro de 2022, choveram mais de 1 000 mm em pontos da Região Metropolitana de Belo Horizonte e entre 800 e 900 mm na Zona da Mata Mineira.

## Municípios em situação de emergência

### Bahia

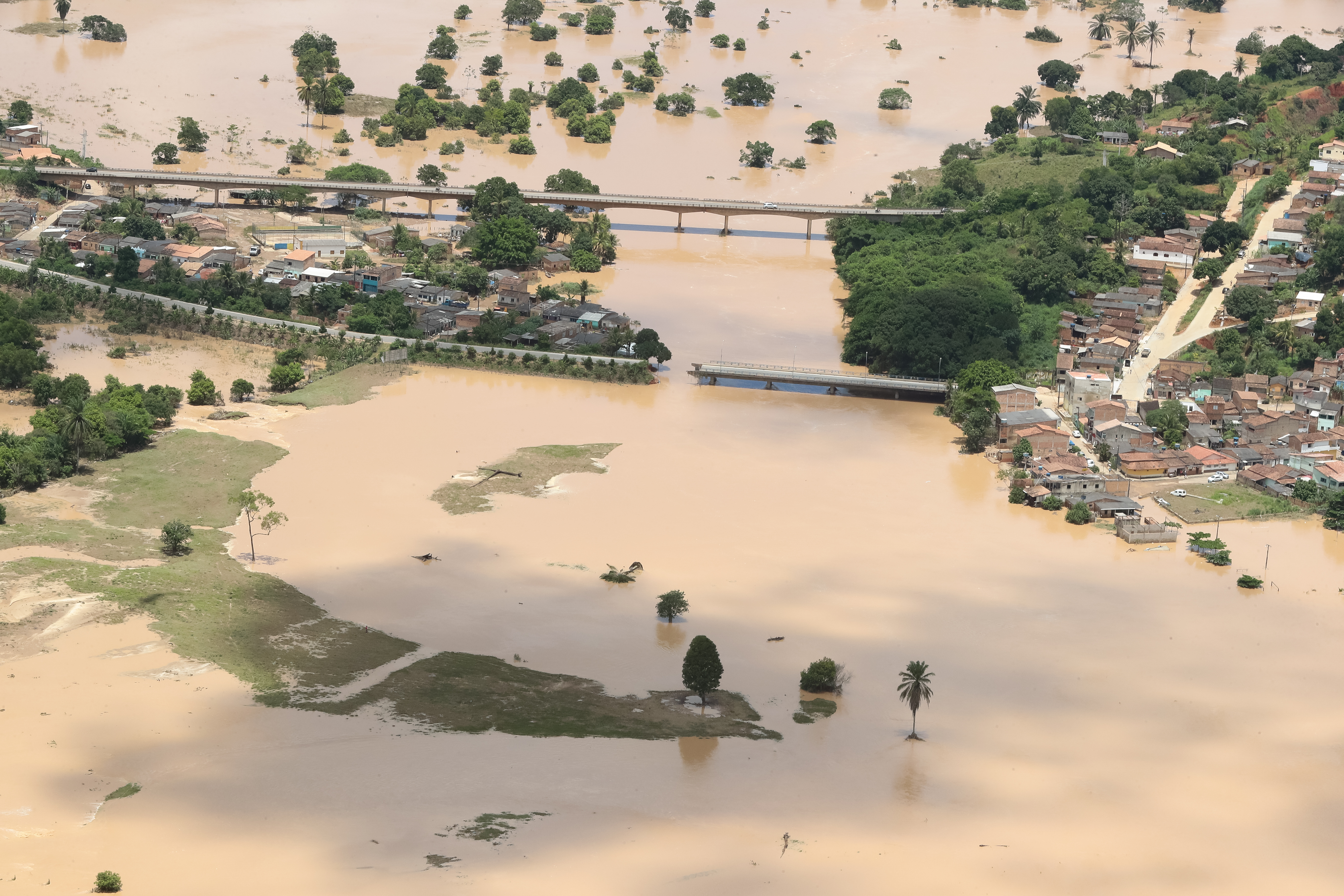
Área alagada e ponte danificada pelas enchentes no sul da Bahia

No início de 2022, o número de cidades atingidas alcançou 157, de acordo com a superintendência de Proteção e Defesa Civil da Bahia (Sudec). Dentre as cidades afetadas, estão 7 das 20 mais populosas do estado. Esta lista reúne o nome de algumas das cidades.
- Anagé
- Baixa Grande
- Boa Vista do Tupim
- Camacã
- Canavieiras
- Encruzilhada
- Eunápolis
- Guaratinga
- Ibicuí
- Ilhéus
- Itabela
- Itacaré
- Itamaraju
- Itambé
- Itapetinga
- Itarantim
- Jequié
- Jiquiriçá
- Jucuruçu
- Marcionílio Souza
- Mascote
- Medeiros Neto
- Mundo Novo
- Mutuípe
- Santanópolis
- Teixeira de Freitas
- Ubaíra
- Vereda
- Vitória da Conquista

#### Ilhéus
O governador da Bahia Rui Costa determinou a criação de uma base de apoio em Ilhéus com a finalidade de mobilizar esforços e ajudar as cidades e famílias atingidas com os temporais. Na cidade, há em torno de 8 mil desalojados, 800 desabrigados e dois mortos, segundo o prefeito do município, Mario Alexandre.

#### Itamaraju
Itamaraju foi o município onde mais choveu no Brasil em dezembro de 2021, com 769,8 mm de chuva, segundo dados do Centro Nacional de Monitoramento e Alertas de Desastres Naturais (Cemaden). Esse número representa mais que o quíntuplo da climatologia do mês (148,0 mm).

#### Salvador
Em Salvador, moradores dos bairros de Sete de Abril e Castelo Branco são orientados a evacuar as casas, para evitar tragédias em virtude do mau tempo. Além desses dois bairros, outros pontos de alagamentos, como a Avenida Suburbana e outros bairros da região também enfrentam inundações.
Salvador acumulou 250 milímetros de chuva até o dia 24 de dezembro, cinco vezes mais do que o volume esperado para todo o mês.

#### Mutuípe
Em Mutuípe, as avenidas mais afetadas pelas chuvas foram a Bartolomeu Chagas e a Beira Rio. A prefeitura de Mutuípe já decretou situação de emergência e está em busca de recursos, junto aos governos estadual e federal, para ajudar as famílias afetadas. Na cidade, quase 100 pessoas ficam desabrigadas e cerca de 50 procuram abrigo em casas de parentes. Os moradores desalojados estavam ficando nas escolas da região Lidio Santos e Ana Lúcia Magalhães para ter onde dormir.

#### Bom Jesus da Lapa
As chuvas sobre a bacia do rio São Francisco em Minas Gerais impactaram a cheia do rio na Bahia, onde o manancial chegou ao maior nível dos últimos 14 anos no começo de janeiro de 2022. As águas ficaram mais de 8 m acima do normal em Bom Jesus da Lapa, no interior baiano, com registro de enchentes. O município decretou estado de emergência por causa das chuvas em 10 de janeiro.

### Minas Gerais

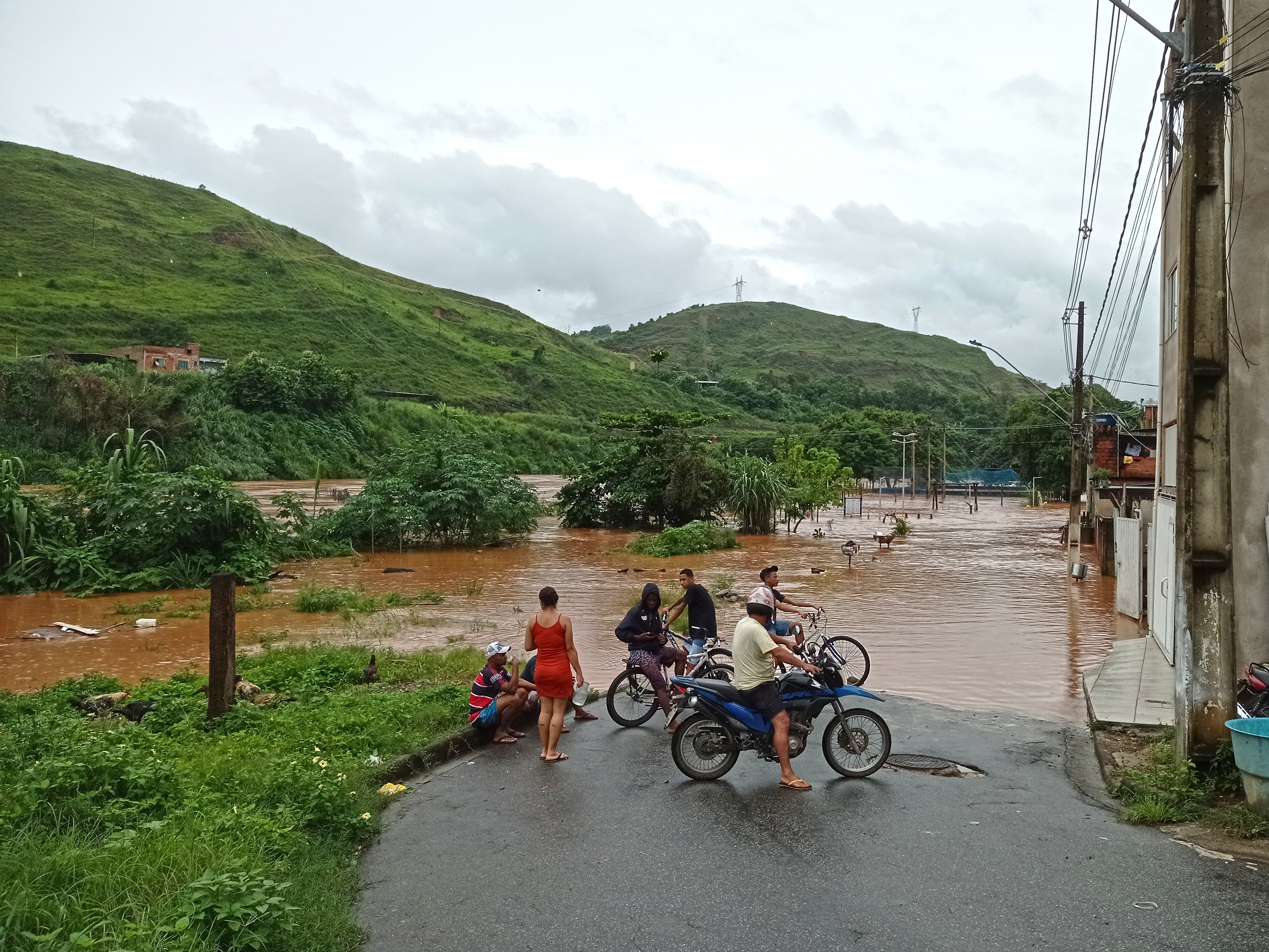
Enchente do rio Piracicaba em Coronel Fabriciano, no Vale do Aço (9 de janeiro de 2022).

Até 23 de fevereiro de 2022, Minas Gerais contabilizava 435 municípios em estado de emergência. A quantidade de municípios em estado de emergência por causa das chuvas já supera a de enchentes históricas anteriores, como a de dezembro de 2013 (106) e de 2020 (256). A maioria se concentra na região central, mas cidades de todas as regiões foram afetadas.
Em dezembro de 2021, o norte mineiro, nas proximidades da divisa com a Bahia, foi a região mais atingida. Em Salinas mil pessoas ficaram desabrigadas por causa das chuvas que caíram na região entre 27 e 29 de dezembro de 2021. Com o volume de precipitação que chegou a 130 mm na cidade nesse período, o rio Salinas inundou a zona urbana e ocorreram enxurradas.
No dia 13 de janeiro, a cheia do rio São Francisco foi considerada a maior da história no reservatório da Usina Hidrelétrica de Três Marias desde 1962, quando a central entrou em operação. A vazão do rio superou 9 200 m³/s, superando o recorde anterior de 8 939 m³/s. Em Patos de Minas o rio Paranaíba inundou parte da cidade e deixou 700 pessoas desalojadas entre os dias 8 e 13 de janeiro. Em fevereiro, a cidade enfrentou uma nova enchente, deixando mais de 300 desalojados.
O estado mineiro chegou a ter 112 rodovias interditadas em 11 de janeiro, principalmente por causa de queda de barreiras e deslizamentos de terra. A circulação do trem de passageiros da Estrada de Ferro Vitória a Minas (EFVM) ficou totalmente suspensa de 10 a 17 de janeiro. Neste dia as operações foram retomadas parcialmente, com restrição entre a Estação Dois Irmãos, em Barão de Cocais, e a Estação Central de Belo Horizonte.
Apesar das chuvas terem amenizado um quadro de estiagem, que entre idas e vindas afetava a metade norte de Minas há 12 anos, elas vieram com muita intensidade e em pouco tempo, provocando estragos. Além disso, não foram suficientes para recuperar o lençol freático que abastece nascentes e rios com segurança. Em 19 de dezembro de 2021, 29 cidades do estado se encontravam em estado de emergência por causa das secas e das chuvas intensas simultaneamente. Segundo a Empresa de Assistência Técnica e Extensão Rural de Minas Gerais (Emater-MG), 416 municípios mineiros (48,7% do total) tiveram prejuízos com a produção agropecuária em função das precipitações.

#### Região Metropolitana de Belo Horizonte
Brumadinho, na Região Metropolitana de Belo Horizonte (RMBH), é a cidade com mais mortes em Minas Gerais, segundo dados de 16 de janeiro de 2022. Foram cinco vítimas fatais no município, todas da mesma família, depois que um barranco caiu sobre o carro em que viajavam no dia 8 de janeiro. Nesse município cerca de 900 pessoas ficaram desalojadas e 300 desabrigadas por causa da cheia dos rios Paraopeba e Manso entre os dias 7 e 12 de janeiro.
Em Raposos, na RMBH, 10 mil pessoas ficaram desalojadas e três mil desabrigadas. A principal causa é a cheia do rio das Velhas, que inundou bairros da área central da cidade a partir de 8 de janeiro. Nova Lima, também na região da capital mineira, é outra das mais atingidas. O rio das Velhas chegou a mais de dois metros, provocando inundações que deixaram as ruas cheias de lama e entulho. Além disso, uma barragem de uma mina pertencente à Vallourec transbordou em 8 de janeiro, invadindo parte da BR-040. Em Santa Luzia o rio das Velhas provocou uma das piores enchentes já registradas na cidade, que teve pelo menos dez bairros fortemente afetados.

#### Bacia do rio Doce

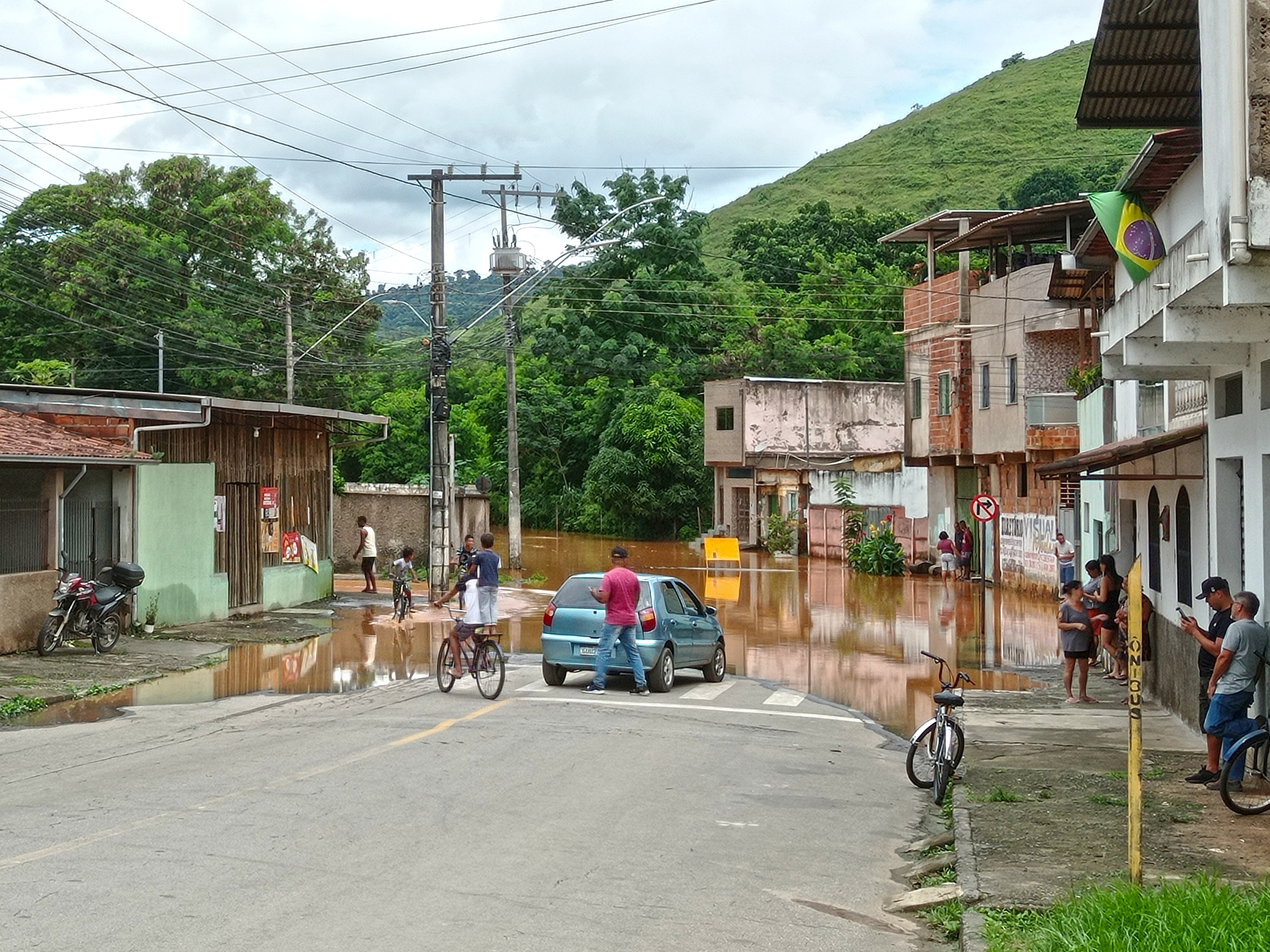
Ruas alagadas em Coronel Fabriciano (10 de janeiro de 2022)

Em Nova Era a cheia do rio Piracicaba entre os dias 9 e 10 de janeiro foi comparável à pior da história da cidade, em 1979. As águas do manancial atingiram a área central da cidade e derrubaram uma Ponte Pênsil de pedestres, isolando uma parte da zona urbana. Em Coronel Fabriciano o mesmo rio também provocou enchentes, deixando 481 desalojados. Além das chuvas que atingiram a cabeceira do rio Piracicaba, choveram cerca de 200 mm no município entre os dias 8 e 10 de janeiro.
Em Governador Valadares a cheia do rio Doce foi a terceira pior já ocorrida na cidade. Cerca de cem pessoas ficaram desabrigadas e 10 mil desalojadas, porém a população atingida foi de 55 mil a 60 mil, o que equivale a 20% da população municipal. A cheia do rio Doce voltou a afetar a cidade, mas em menor escala, no dia 11 de fevereiro.
Em Ouro Preto um deslizamento de terra destruiu um casarão do século XIX no Centro Histórico da cidade em 13 de janeiro. No dia 14 de janeiro, por causa dos impactos das chuvas, um trecho de 100 m da BR-381 em Nova Era apresentou um estufamento, bloqueando totalmente a estrada nesse ponto por tempo indeterminado. O acesso entre a Região Metropolitana do Vale do Aço e Belo Horizonte, que demandava ser feito com cerca de 200 km, agora teria que ser feito com 396 a 421 km, dependendo da rota alternativa. Com isso, um desvio de emergência precisou ser aberto pelo DNIT, mas sua liberação ocorreu somente em 3 de fevereiro.

#### Zona da Mata
Em Ponte Nova o rio Piranga alagou parte da cidade e houve registro de deslizamentos de terra. O rio Muriaé atingiu a cota de inundação no município de Patrocínio do Muriaé, de 5 m, entre os dias 9 e 10 de fevereiro de 2022. No dia 11 de fevereiro, chegou a 6,64 m, seu terceiro maior nível em 93 anos para um mês de fevereiro. Perde apenas para os 9,53 m em 2020 e 8,96 em 1979.

## Resposta

### Governo federal

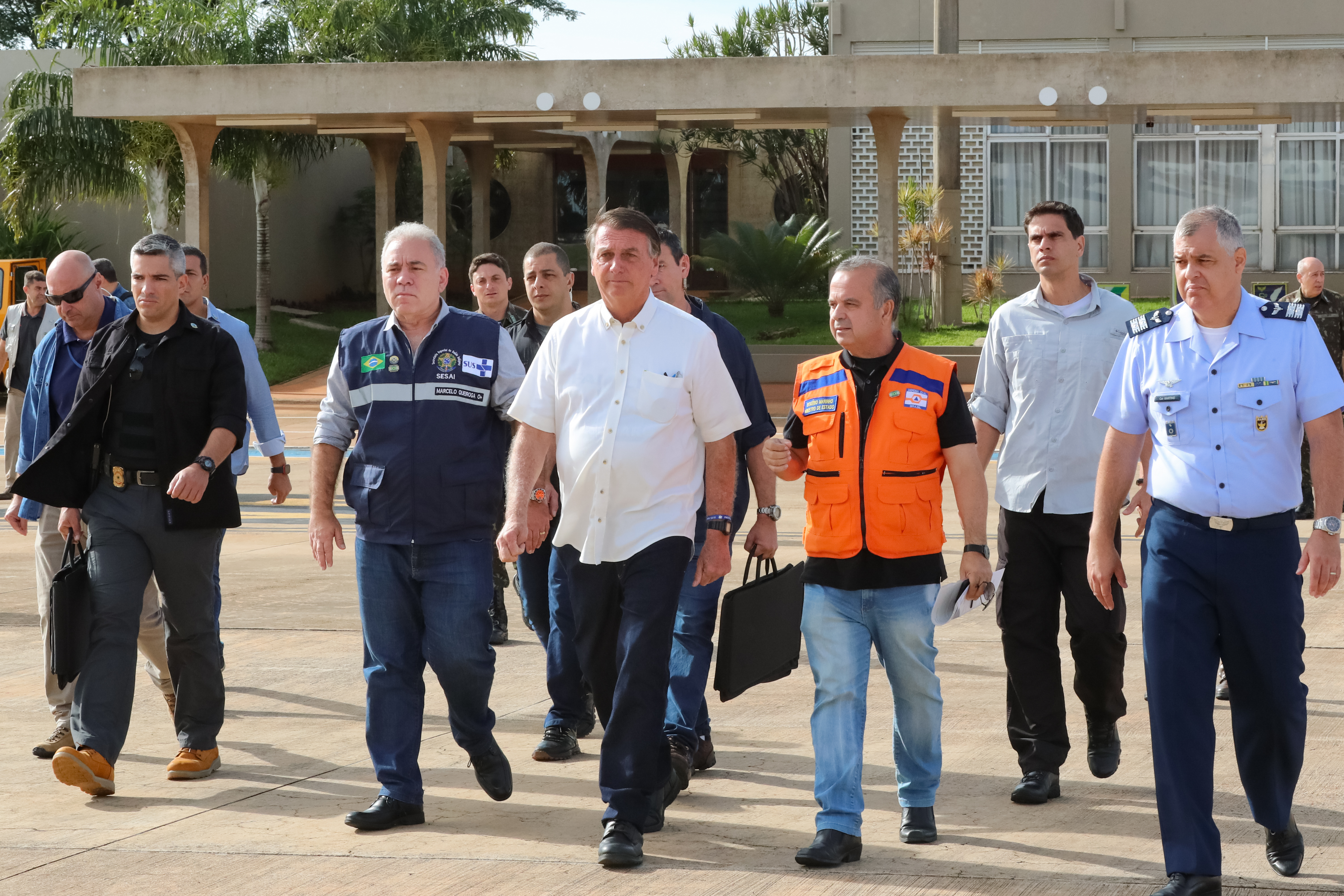
Presidente Jair Bolsonaro durante visita na região afetada pelas chuvas no dia 12 de dezembro

A postura do presidente Jair Bolsonaro (PL) diante das fortes chuvas que na Bahia foi bastante criticada. Bolsonaro chegou a sobrevoar parte da região afetada no início de dezembro, mas a situação piorou muito depois disso. No final de dezembro, o presidente não cancelou suas férias e visitou o parque de diversões Beto Carrero World, na cidade de Penha, em Santa Catarina, acompanhado pela primeira-dama Michelle Bolsonaro, no mesmo dia em que chegou a 25 o número de pessoas mortas em decorrência das enchentes no estado nordestino.
No dia 31 de dezembro, após muitas críticas, Bolsonaro editou uma medida provisória que direciona 700 milhões de reais e destina esses recursos ao Ministério da Cidadania. O dinheiro será encaminhado para as seguintes atividades: 200 milhões de reais para distribuição de alimentos a grupos populacionais tradicionais e específicos; e 500 milhões de reais para a estruturação da rede de serviços do Sistema Único de Assistência Social (SUAS).

### Tentativa de ajuda internacional
O governo Bolsonaro também rejeitou a ajuda humanitária oferecida pelo governo argentino do presidente Alberto Fernández para o socorro às vítimas das enchentes na Bahia. A ajuda seria o envio de uma equipe de dez pessoas do organismo chamado Cascos Blancos (Capacetes Brancos), vinculado ao Ministério das Relações Exteriores do país, com especialização e longa trajetória de atuação em situações de tragédias internacionais. Mais tarde, o governador da Bahia, Rui Costa (PT), afirmou no Twitter que a Argentina ofereceu ajuda diretamente às cidades afetadas, apesar da negativa do governo Bolsonaro. "Me dirijo a todos os países do mundo: a Bahia aceitará diretamente, sem precisar passar pela diplomacia brasileira, qualquer tipo de ajuda neste momento", escreveu. A dispensa brasileira foi destaque na imprensa brasileira, argentina e portuguesa.

### Governos estaduais

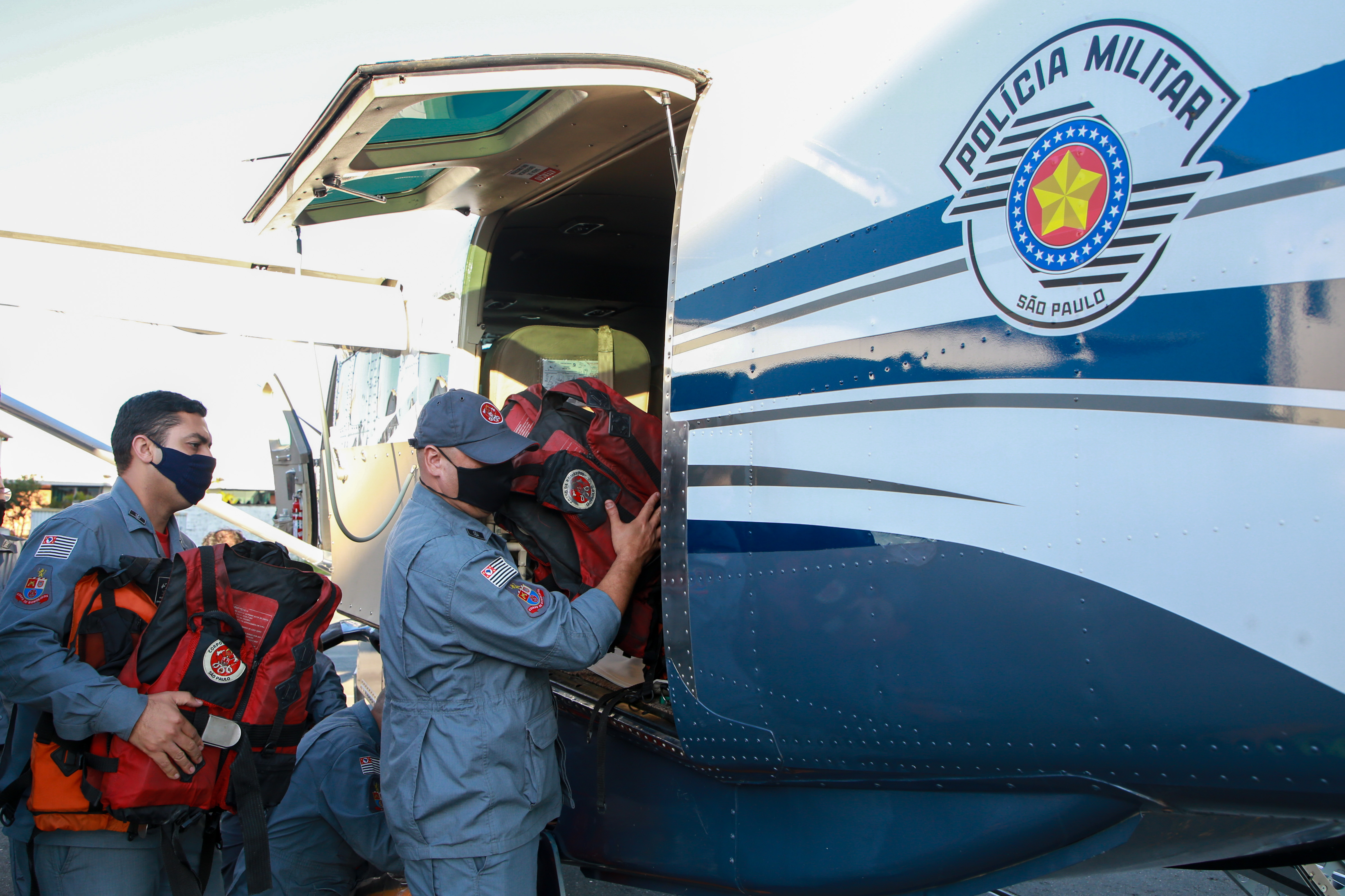
O governo de São Paulo enviou uma força-tarefa para auxiliar vitimas

Governadores de dez estados brasileiros anunciaram nos dias 25 e 26 o envio de ajuda humanitária para os municípios atingidos na região sul da Bahia. O governador em exercício de São Paulo, Rodrigo Garcia (PSDB), divulgou que autorizou o envio de uma força-tarefa para auxiliar as vítimas com 36 profissionais do Corpo de Bombeiros e do Comando de Aviação da Polícia Militar do Estado de São Paulo que foram para Ilhéus para atuarem em uma operação integrada com outras forças de segurança.
Na Região Nordeste do Brasil, vários governos de estados vizinhos da Bahia também anunciaram o envio de recursos e socorristas. Entre eles estavam Piauí, Maranhão, Paraíba, Pernambuco, Rio Grande do Norte e Sergipe. Na Região Sudeste, além do governo paulista, o Espírito Santo e Minas Gerais também enviaram auxílios para as regiões atingidas.

### SOS Bahia
Com a situação de emergência em 136 municípios do estado, voluntários de todo o Brasil se prontificaram a ajudar as cidades sofrendo com os alagamentos com o projeto SOS Bahia, uma força-tarefa criada para oferecer assistência às vítimas. Diversas organizações estão recebendo itens como água, alimentos não perecíveis e roupas destinadas a ajudar as milhares de pessoas desabrigadas que tiveram moradia comprometida. A ação social já enviou 15 toneladas de alimentos às vítimas desde o início da campanha.